# Svjetionik Hrid Mulo
Svjetionik Hrid Mulo je svjetionik na hridi Mulo, jugozapadno od Rogoznice.
Sagrađen je 1873. godine. od pravilno klesanih kamenih blokova. Sastoji se od prizemlja, kata i potkrovlja. Na sjeveroistočnom glavnom pročelju, na strani koja gleda prema kopnu, je osmerokutna kula. ispod koje je glavni ulaz u zgradu svjetionika, uz koju je na svakoj etaži po jedan prozorski otvor. Drveno krovište na četiri vode pokriveno je kupom kanalicom. Jugoistočno i sjeverozapadno pročelje danas imaju ujednačeni ritam od po tri prozorska otvora na svakoj etaži (izvorno je na jugoistočnom pročelju bilo pet otvora po etaži). Svi otvori imaju kamene okvire. Nekad su prozorski otvori imali drvene škure. Ispod krova teče kameni, lagano profilirani vijenac. Prizemlje od kata duž svih pročelja dijeli jednostavni kameni razdjelni vijenac. Zgrada je ograđena debelim kamenim zidom da se zaštiti od vjetra i valova.
Pomorski svjetionik Mulo jedan je od tipski građenih svjetionika iz 19. stoljeća, odnosno za vrijeme austrijske uprave koji su rasprostranjeni duž istočne obale Jadrana, a služili su za osvjetljavanje plovnog puta.